# Sober (singel Kelly Clarkson)
Sober – piosenka pop-rockowa stworzona przez Kelly Clarkson, Abena Eubanksa, Calamity McEntrie i Jimmy’ego Messera na trzeci studyjny album Clarkson, My December (2007). Została wydana jako drugi singel z albumu w USA i Stanach Zjednoczonych. Ze względu na niski airplay utworu, nie został zrealizowany do niego teledysk.